# Tantoo Cardinal
Tantoo Cardinal, född 20 juli 1950 i Fort McMurray, är en kanadensisk skådespelare.
Cardinal har bland annat medverkat i filmerna Wind River och Killers of the Flower Moon. Hon har även medverkat i TV-serien Echo.

## Filmografi (i urval)
- 1990 – Dansar med vargar
- 2017 – Wind River
- 2023 – Killers of the Flower Moon
- 2024 – Echo (TV-serie)